# 第二次松方內閣
第二次松方內閣（日语：／ Dainiji Matsukata Naikaku */?）是日本伯爵松方正義就任第6任內閣總理大臣（首相）後，自1896年（明治29年）9月18日至1898年1月12日組成的內閣。民間常取組閣成員中兩大領袖松方正義和大隈重信之名，稱其為松隈內閣。

## 概要
儘管日本在對中國的甲午戰爭中取得勝利，與中國簽訂了《馬關條約》、獲得了福建臺灣省、遼東等殖民地以及鉅額賠款，但是條約中割讓遼東半島的決定卻遭到俄羅斯、德國與法國等國的強硬反對，最終日本不得不放棄對遼東半島的永久占領權、與中國簽訂《遼南條約》讓中國贖回遼東，史稱三國干涉還遼。此事使日本國內輿論譁然，當時主政的第二次伊藤內閣受到極大譴責，最終領導內閣的伊藤博文（同時也是《馬關條約》日方締約代表）被迫於1896年（明治29年）8月辭去內閣總理大臣一職，由班列黑田清隆臨時代理；後由曾籌組第一次松方內閣、擔任第二次伊藤內閣大藏大臣（1895年8月辭任）的松方正義繼任組閣。在經明治天皇同意任命後，松方於1896年9月再度就任為內閣總理大臣。
1897年12月，因增稅法案問題，使松方內閣與國會關係驟降，同時內閣成員對於是否要為臺灣統治腐敗彈劾時任的臺灣總督乃木希典一事也意見分歧，導致以進步黨黨魁大隈重信為首的數名閣員退任。松方不堪負荷，遂在解散眾議院之後率領內閣總辭，由伊藤博文繼任組閣。

## 內閣成員
除部分特殊情況外，本內閣閣員皆於1896年9月18日就任。

### 國務大臣
| 職位名       | 任數             | 姓名及肖像       | 姓名及肖像       | 出身                                             | 其它職務             | 備註                                         |
| ------------ | ---------------- | ---------------- | ---------------- | ------------------------------------------------ | -------------------- | -------------------------------------------- |
| 內閣總理大臣 | 6                | 松方正義         |                  | 原薩摩藩 伯爵                                    | 兼任大藏大臣         | 無                                           |
| 外務大臣     | 6                | 西園寺公望       |                  | 原公家 貴族院 侯爵                               | 兼任文部大臣         | 自上任內閣留任 1896年9月22日卸任             |
| 外務大臣     | 7                | 大隈重信         |                  | 原肥前藩 進步黨（總理） 伯爵                     | 兼任農商務大臣       | 初次入閣 1896年9月22日就任 1897年11月6日卸任 |
| 外務大臣     | 8                | 西德二郎         |                  | 原薩摩藩 男爵                                    | 樞密顧問官           | 初次入閣 1897年11月6日就任                   |
| 內務大臣     | 10               | 板垣退助         |                  | 原土佐藩 自由黨（總理） 伯爵                     | 無                   | 自上任內閣留任 1896年9月20日卸任             |
| 內務大臣     | 11               | 樺山資紀         |                  | 原薩摩藩 海軍大將 伯爵                           | 無                   | 1896年9月20日就任                            |
| 大藏大臣     | 5                | 松方正義         |                  | 原薩摩藩 伯爵                                    | 內閣總理大臣         | 無                                           |
| 陸軍大臣     | 3                | 大山巖           |                  | 原薩摩藩 陸軍中將 伯爵                           | 無                   | 自上任內閣留任 1896年9月20日卸任             |
| 陸軍大臣     | 4                | 高島鞆之助       |                  | 原薩摩藩 陸軍中將 子爵                           | 拓殖務大臣           | 1896年9月20日就任                            |
| 海軍大臣     | 4                | 西鄉從道         |                  | 原薩摩藩 國民協會（會長） 海軍大將 陸軍中將 伯爵 | 無                   | 自上任內閣留任                               |
| 司法大臣     | 5                | 芳川顯正         |                  | 原德島藩 子爵                                    | 無                   | 自上任內閣留任 1896年9月26日卸任             |
| 司法大臣     | 6                | 清浦奎吾         |                  | 原肥後藩 貴族院 研究會                           | 無                   | 初次入閣 1896年9月26日就任                   |
| 文部大臣     | 7                | 西園寺公望       |                  | 原公家 貴族院 侯爵                               | 臨時兼任外務大臣兼任 | 自上任內閣留任 1896年9月28日卸任             |
| 文部大臣     | 8                | 蜂須賀茂韶       |                  | 原德島藩 貴族院 侯爵                             | 貴族院議長           | 初次入閣 1896年9月28日就任 1897年11月6日卸任 |
| 文部大臣     | 9                | 濱尾新           |                  | 原豐岡藩 貴族院                                  | 無                   | 初次入閣 1897年11月6日就任                   |
| 農商務大臣   | 10               | 榎本武揚         |                  | 原幕臣 海軍中將 子爵                             | 無                   | 自上任內閣留任 1897年3月29日卸任             |
| 農商務大臣   | 11               | 大隈重信         |                  | 原肥前藩 進歩黨 伯爵                             | 外務大臣             | 1897年3月29日就任 1897年11月6日卸任          |
| 農商務大臣   | -                | （從缺）         | （從缺）         | （從缺）                                         | （從缺）             | （從缺）                                     |
| 農商務大臣   | 12               | 山田信道         |                  | 原肥後藩 男爵                                    | 無                   | 初次入閣 1897年11月8日就任                   |
| 遞信大臣     | 5                | 白根專一         |                  | 原長州藩                                         | 無                   | 自上任內閣留任 1896年9月26日卸任             |
| 遞信大臣     | 6                | 野村靖           |                  | 原長州藩 子爵                                    | 無                   | 初次入閣 1896年9月26日就任                   |
| 拓殖務大臣   | 1                | 高島鞆之助       |                  | 原薩摩藩 陸軍中將 子爵                           | 無                   | 自上任內閣留任 1897年9月2日卸任              |
| 拓殖務大臣   | （拓殖務省廢止） | （拓殖務省廢止） | （拓殖務省廢止） | （拓殖務省廢止）                                 | （拓殖務省廢止）     | 1897年9月2日付                               |
| 班列         | -                | 黑田清隆         |                  | 原薩摩藩 陸軍中將 伯爵                           | 樞密院議長           | 自上任內閣留任                               |

### 其他
| 職位名         | 任數 | 姓名及肖像 | 姓名及肖像 | 出身              | 其它職務     | 備註                                             |
| -------------- | ---- | ---------- | ---------- | ----------------- | ------------ | ------------------------------------------------ |
| 內閣書記官長   | 6    | 高橋健三   |            | 原曾我野藩 進步黨 | 無           | 1896年（明治29年）9月20日就任 1897年10月8日卸任  |
| 內閣書記官長   | 7    | 平山成信   |            | 原幕臣 貴族院     | 無           | 1896年（明治29年）9月20日就任 1897年10月8日就任  |
| 內閣法制局長官 | 4    | 末松謙澄   |            | 原豐前國 男爵     | 內閣恩給局長 | 1896年9月30日卸任                                |
| 內閣法制局長官 | 5    | 神鞭知常   |            | 原宮津藩 進步黨   | 內閣恩給局長 | 1896年9月30日就任 1897年10月28日卸任             |
| 內閣法制局長官 | 6    | 梅謙次郎   |            | 原松江藩          | 內閣恩給局長 | 1896年（明治29年）9月20日就任 1897年10月28日就任 |

## 外部連結
- 首相官邸 第二次松方內閣閣僚名簿 （页面存档备份，存于） （日語）